# فرانشيسكو دي غريغوري
فرانشيسكو دي غريغوري (Francesco De Gregori) (روما، في 4 أبريل 1951) مغني مؤلف إيطالي.
يلقب ب«أمير» المغنين المؤلفين، أسلوبه يشابه أسلوب بوب ديلان وليونارد كوهين، وهما أكثر من تأثر به من الناحية الموسيقية، ومن ناحية النصوص، توسع دي غريغوري في استخدام الاستعارة التالي كثيراً ما لا تفسر على الفور، بكلمات حميمة الإلهام وأدبية شعرية وأخلاقية سياسية توجد فيها مساحات تشير إلى الحاضر والتاريخ، وقد جعلته أحد أهم المغنين المؤلفين في الساحة الموسيقية الإيطالية المعاصرة؛ إلى جانب فابريتسيو دي أندريه وعلى نفس القدر من الأهمية فرانشيسكو غوتشيني يعتبر أحد أعظم كتاب الأغاني الإيطالية على الإطلاق، وهو مثلهم يعتبره الكثير مغني مؤلف وشاعر في ذات الوقت، رغم أنه لا يحبذ أحد من التعريفين، ولكن فقط «فنان».

## العودة للفن والتعاون مع لوتشو دالا
تزوج فرانشيسكو دي غريغوري أليساندرا غوبي في العاشر من مارس عام 1978. كانت غوبي زميلته في المدرسة الثانوية. أنجب الزوجان توأمًا بعد عدة شهور من زواجهما. وفي الثامن من يوليو في نفس العام قام فرانشيسكو بإحياء حفل موسيقي بالاشتراك مع لوتشو دالا في ستاد فلامينيو في روما.

## روابط خارجية
- فرانشيسكو دي غريغوري على موقع IMDb (الإنجليزية)
- فرانشيسكو دي غريغوري على موقع ميوزك برينز (الإنجليزية)
- فرانشيسكو دي غريغوري على موقع أول ميوزيك (الإنجليزية)
- فرانشيسكو دي غريغوري على موقع ديسكوغز (الإنجليزية)
- فرانشيسكو دي غريغوري على موقع قاعدة بيانات الفيلم (الإنجليزية)